# Chaetonotus jucundus
Chaetonotus jucundus är en djurart som tillhör fylumet bukhårsdjur, och som beskrevs av Schrom 1972. Chaetonotus jucundus ingår i släktet Chaetonotus och familjen Chaetonotidae. Inga underarter finns listade i Catalogue of Life.